# Quercus sichourensis
Quercus sichourensis (Y.C.Hsu) C.C.Huang & Y.T.Chang – gatunek roślin z rodziny bukowatych (Fagaceae Dumort.). Występuje naturalnie w południowych Chinach – w prowincji Junnan.

## Morfologia
PokrójZimozielone drzewo dorastające do 30 m wysokości.
LiścieBlaszka liściowa jest skórzasta i ma kształt od podługowatego do odwrotnie jajowato eliptycznego. Mierzy 10–25 cm długości oraz 5–10 cm szerokości, jest całobrzega lub piłkowana przy wierzchołku, ma klinową nasadę i ogoniasty wierzchołek. Ogonek liściowy jest nagi i ma 20–40 mm długości.
OwoceOrzechy o podługowatym kształcie, dorastają do 20–25 mm długości i 25–30 mm średnicy. Osadzone są pojedynczo w kubkowatych miseczkach do 65% ich długości. Same miseczki mierzą 20–40 mm średnicy.

## Biologia i ekologia
Rośnie w lasach mieszanych. Występuje na wysokości od 900 do 1000 m n.p.m. Kwitnie w kwietniu, natomiast owoce dojrzewają we wrześniu.